# Djulö kvarn
Djulö kvarn è un'area urbana della Svezia situata nel comune di Katrineholm, contea di Södermanland.
La popolazione risultante dal censimento 2010 era di 209 abitanti .